# Église Saint-Joseph de Gdańsk
Pour les articles homonymes, voir Église Saint-Joseph.
 (décembre 2024).
L'Église Saint-Joseph de Gdańsk est une église de l'archidiocèse de Gdańsk. Elle est représentative de l'architecture gothique de briques. Pendant la Réforme, c'était l'une des rares églises catholiques romaines en activité à Gdańsk. Au temps des Carmélites, l'église s'appelait Notre-Dame des Neiges et des Saints Fondateurs Élie et Élisée.

## Description
Selon les plans originaux, l’église devait être beaucoup plus grande et se composer de trois nefs. Les carmélites n’avaient pas les moyens de mener à bien un projet d’une telle envergure et seuls un chœur et une nef furent construits.
Le chœur est fermé droit par un grand vitrail (réalisé en 1970 d’après un dessin de Barbara Massalska) et flanqué de deux tourelles d’angle. C’est la seule église de Gdańsk avec des contreforts extérieurs. À côté de l’église se trouve un monastère qui était autrefois occupé par les Carmélites (« Moines blancs ») et qui est maintenant le siège de l’Ordre des Oblats.
Pendant la Première République polonaise, l'église des Carmélites fut le lieu de nombreuses sépultures de familles nobles catholiques. 

## Dates
- 1467 - Les Carmélites reprennent la léproserie de Saint-Georges en compensation d'avoir dû quitter leur monastère de Młode Miasto, qui existait depuis 1395.
- 1482 – pose des fondations du presbytère
- 1483 - pose des fondations de la nef
- 1493 - l'église est recouverte de tuiles
- 1496 - construction du pignon est
- 1523 - dévastation de l'église
- 1576 - dévastation de l'église et du monastère lors du conflit avec le roi Bathory
- 1623 - le corps ouest de l'église est ajouté
- 1668 - incendie de l'église
- 1670 - destruction de l'église par les protestants
- 2e partie du XVIIe siècle - reconstruction et agrandissement de l'église et du monastère jusqu'à leur état actuel - décoration baroque.
- 1681 - consécration de l'église par l'abbé de Pelplin, Ludwik Łaś
- 1734 - 1835 - le monastère est occupé par des soldats : russes, français, prussiens
- 1823 - Les autorités prussiennes dissolvent l'Ordre des Carmes
- 1840 - une paroisse dédiée à Saint Joseph est créée.
- 1869 - Les autorités prussiennes annulent les services en polonais
- 1886 – restauration des services religieux polonais[2]
- années 1930 - cinq autels du XVIIIe siècle ont été transférés à l'église Saint-Antoine à Brzeźno
- 27 mars 1945 - Des soldats de l'Armée rouge, ne respectant pas le droit d'asile dans l'église où se cachaient plus de 100 personnes, incendièrent des barils contenant du liquide incendiaire. En même temps que l'église, les civils qui y cherchaient refuge ont brûlé. À la suite de l'incendie, l'église a perdu ses toitures et ses voûtes ainsi que presque tout le mobilier intérieur[3].
- 1947 - l'église est reprise par les Missionnaires Oblats
- 1953 - consécration de l'église reconstruite par les Missionnaires Oblats de Marie Immaculée. Le nouveau vitrail du presbytère a été conçu par Barbara Massalska
- 2000 – dédicace du monument aux « Victimes de systèmes inhumains »[4]
- 2014-2019 – travaux de conservation
- 1er décembre 2019 - reconsécration de l'église par l'évêque Zbigniew Zielinski

## Galerie

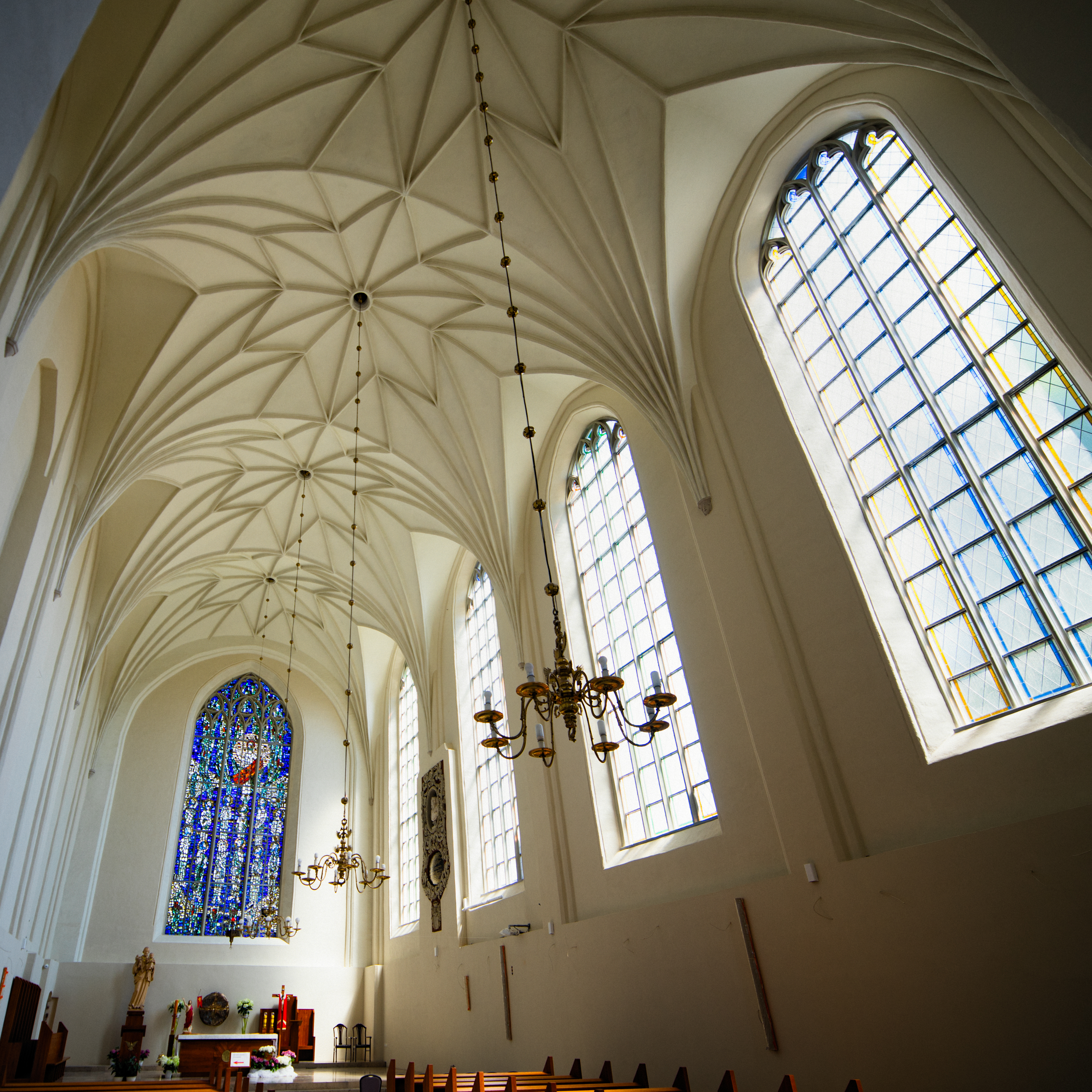
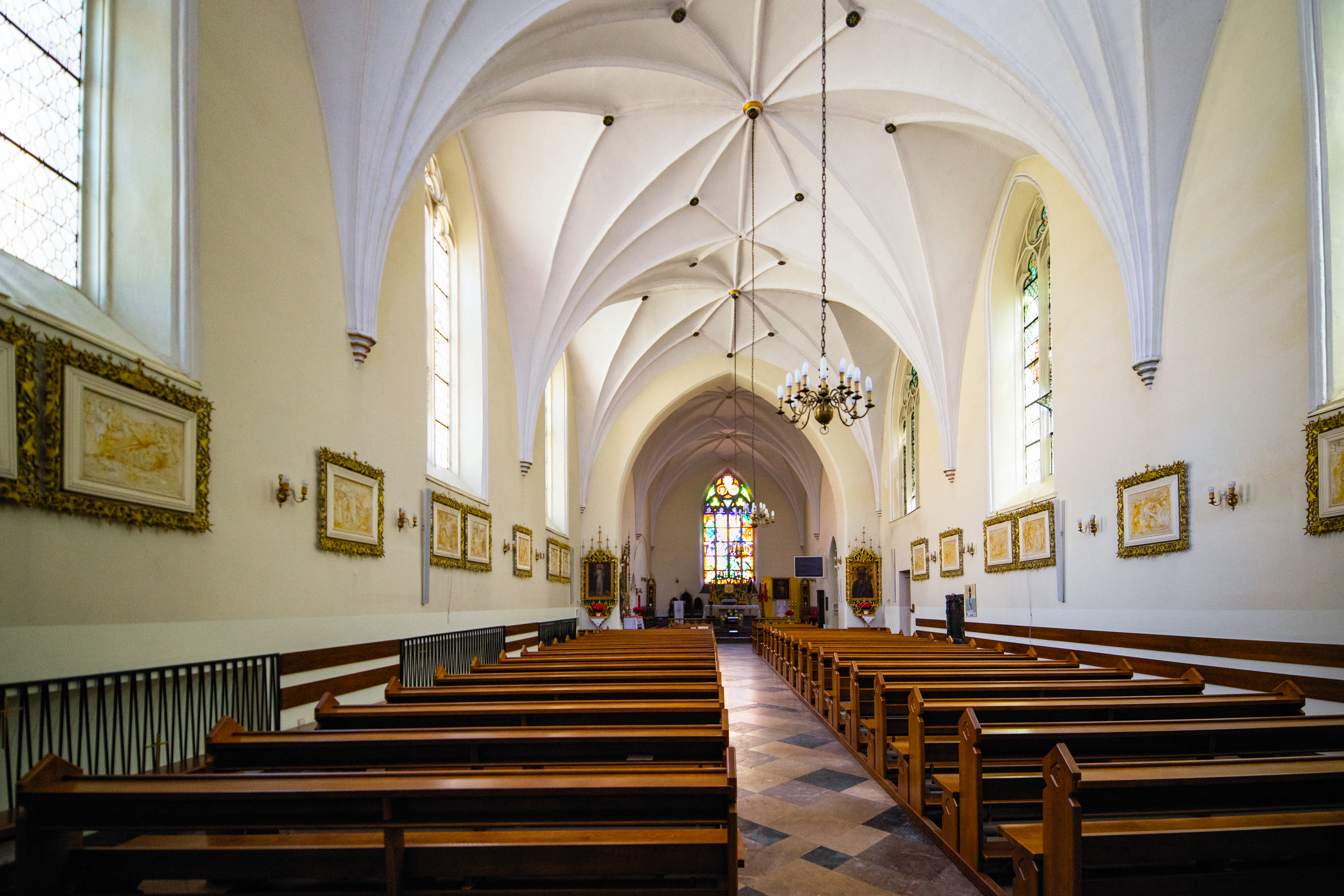
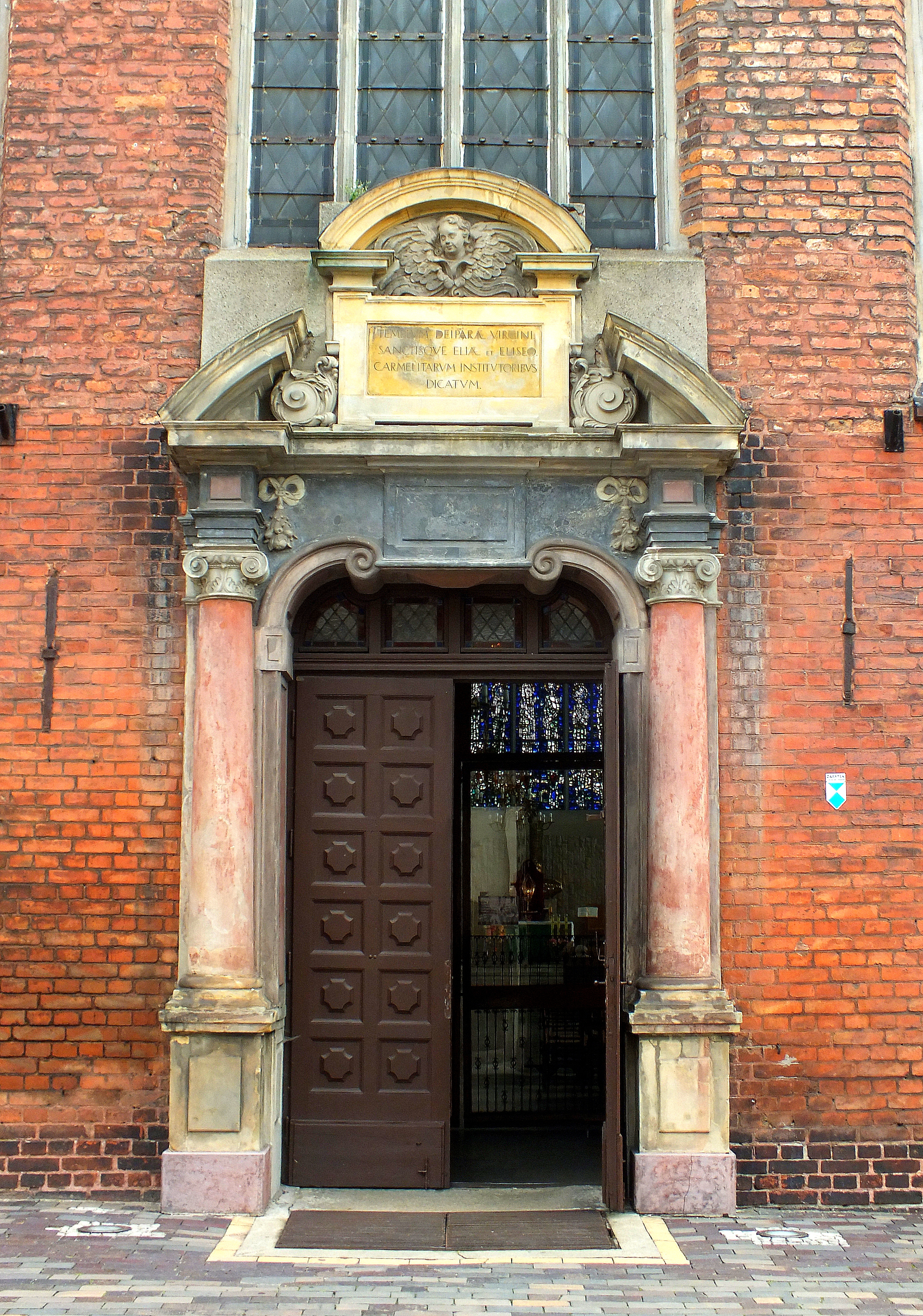
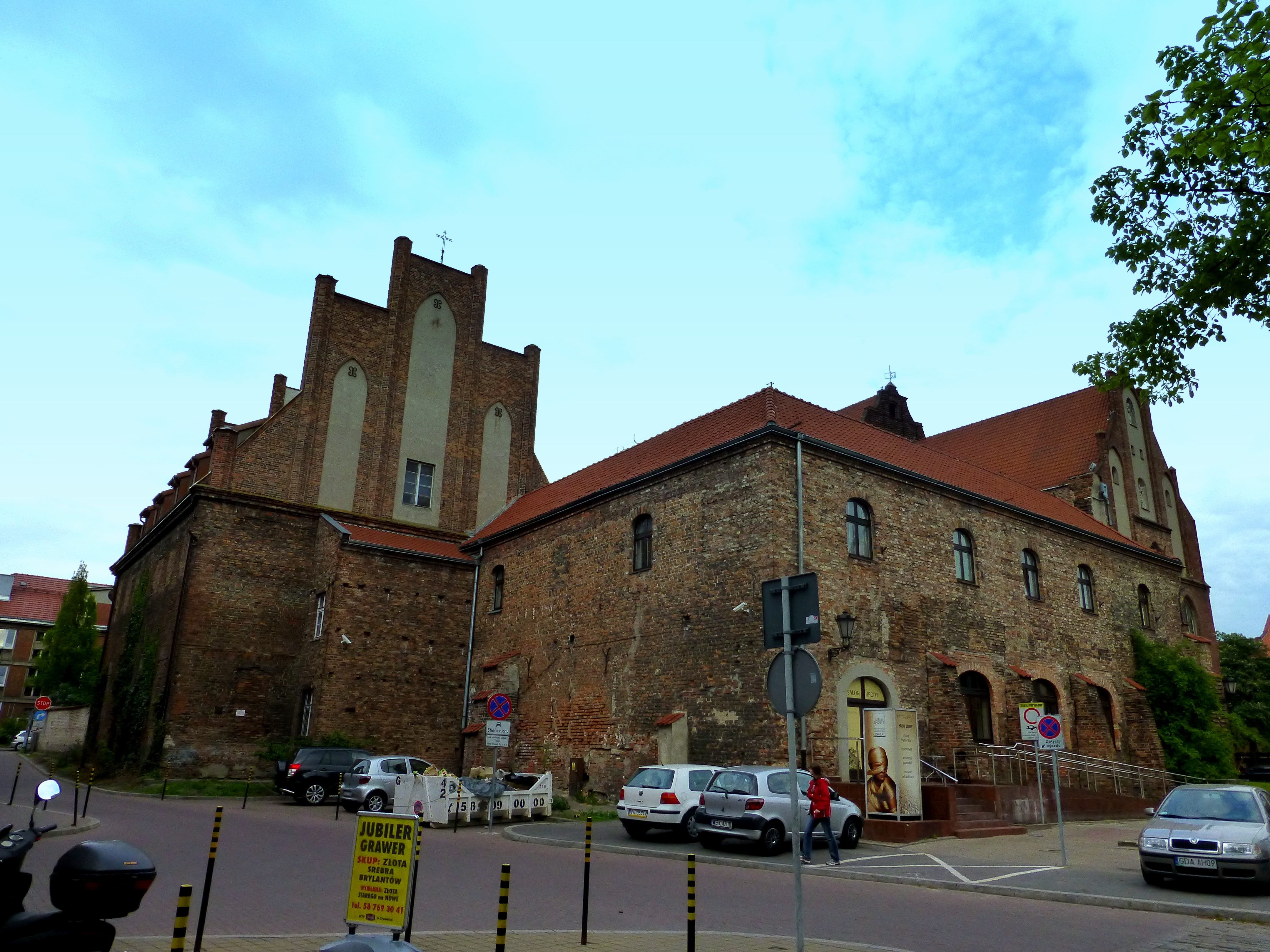
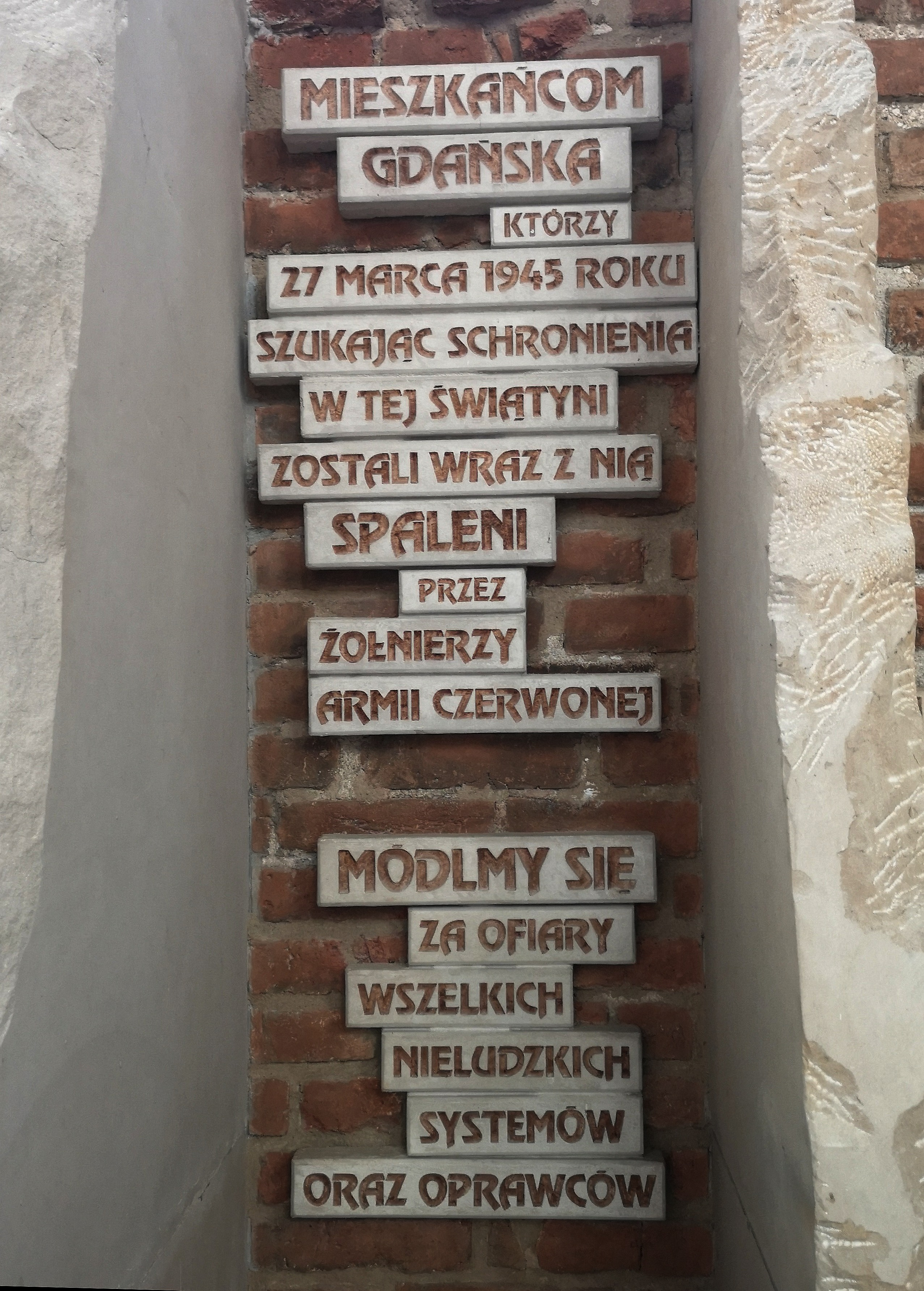

## Note et références

### Note
- (pl) Cet article est partiellement ou en totalité issu de l’article de Wikipédia en polonais intitulé « Kościół św. Józefa w Gdańsku » (voir la liste des auteurs).